# Philodendron tachirense
Philodendron tachirense är en kallaväxtart som beskrevs av George Sydney Bunting. Philodendron tachirense ingår i släktet Philodendron och familjen kallaväxter. Inga underarter finns listade.